# 火花 (弗拉芒)
火花（荷蘭語：Vonk）是比利时弗拉芒社群的一个托洛茨基主义组织。该组织作为工人国际委员会支部成立于1974年。该组织奉行“打入主义”战略，其成员曾加入不同社会党和比利时总劳工联合会开展活动。
1992年，该组织发生分裂，一部分成员另行组建左翼社会党。左翼社会党继续留在工人国际委员会，而火花剩余的成员则与其他一些姐妹组织组成马克思主义国际委员会（后先后改名为国际马克思主义倾向、革命共产国际）。该组织的领导人是埃里克·德米斯特。该组织的总部位于布鲁塞尔。该组织出版月刊《火花》。
该组织在荷兰原有一个分支。2012年5月，荷兰分支也开始出版一份名为《火花》的杂志。2018年3月，荷兰分支改名为“革命”并成为国际马克思主义倾向的荷兰支部。